# Хандуд
Хандуд (дари خندود) — крупное селение на северо-востоке Афганистана, в вилаяте (провинции) Бадахшан. Является административным центром района Вахан.

## Географическое положение
Хандуд расположен на северо-востоке Бадахшана, в высокогорной местности, на левом берегу реки Пяндж, вблизи места впадения в неё малой реки Хандуд, на расстоянии приблизительно 152 километров к востоку от города Файзабада, административного центра вилаята. Абсолютная высота — 2807 метров над уровнем моря. Ближайшие населённые пункты — кишлак Юзук (выше по течению Пянджа), кишлак Ямит (ниже по течению Пянджа).

## Население
На 2003 год население составляло 1244 человек. В национальном составе преобладают ваханцы.